# Narval
Il Narval è stato un sommergibile appartenente alla Marine nationale, quinta unità della classe Requin. Prima unità navale francese ad essere entrata nella  Forces navales françaises libres in risposta all'appello lanciato dal generale Charles de Gaulle il 18 giugno 1940, il sottomarino andò perso per urto contro una mina nel dicembre 1940.

## Storia
Impostato presso l'arsenale di Cherbourg il 19 marzo 1923, il sottomarino Narval, appartenente alla Classe Requin, fu varato il 9 maggio 1925.  Entrato in servizio il 23 luglio 1926, fu assegnato alla 3ª Squadriglia sottomarini (ESM), passando poi, da settembre 1931, alla 5ª ESM.
Dal 1936 al 1938 fu sottoposto a lavori di raddobbo e miglioramento presso il Cantiere Dubigeon a Nantes.  Alle 13:00 del 22 settembre 1937, mentre era nel bacino di carenaggio del Cantiere Dubigeon, dove si trovava da circa un anno, il sergente maggiore radiotelegrafista Eugène Cochard perì a bordo, folgorato da una scarica elettrica mentre provava la nuova stazione ricevente T.S.F.
Nel 1939 si trovava nel Mediterraneo orientale, a Biserta, con la 11ª DSM, quindi fu distaccato in Marocco dal febbraio 1940 per effettuare la sorveglianza al largo delle Isole Canarie. Il 27 di quel mese il comando della nave fu assunto dal tenente di vascello François Drogou e assegnato alla base di Sousse, in Tunisia, il Narval ricevette il compito di monitorare il traffico navale italiano da e verso la Libia mentre infuriava la battaglia di Francia. Il Regno d'Italia entrò in guerra a fianco della Germania il 10 giugno 1940, e la situazione sul Continente si fece drammatica per la Francia, tanto che il 18 giugno il generale Charles De Gaulle lanciò un appello alla radio che, anche in caso di sconfitta in Europa, la Francia continuasse a combattere a fianco della Gran Bretagna e degli altri paesi Alleati.
Dal 4 al 16 marzo 1940 pattugliò la zona delle Isole Canarie. Il 21 aprile 1940 si trovava a Biserta. Nel maggio e giugno 1940 si stabilì a Sousse.
Il 10 giugno 1940 salpò da Biserta per la sorveglianza con il "Morse" (tenente di vascello PARIS) a nord di Djerba in caso di sbarco italiano.
Dal 21 al 24 giugno 1940 pattugliò con il "Caïman" (capitano di corvetta GOLSE), il "Requin" (tenente di vascello TRAVERSAY) nel golfo di Hammamet. Era allora agli ordini del tenente di vascello DROGOU).
Il "Narval" salpò da Sousse per Malta il 24 giugno 1940. Il 25 giugno 1940 faceva ancora parte dell'11° D.S.M. con sede a Biserta
Il 26 giugno 1940 il "Narval" arrivò a Malta. Il giorno dopo, il tenente Drogou si unì alle F.N.F.L. (Forze Navali della Francia Libera).
Alla firma dell'armistizio del 22 giugno 1940 il Narval si trovava nel porto di Sousse, e saputo che l'armistizio doveva entrare ufficialmente in vigore il 25 dello stesso mese Drogou decise di salpare. Fatto opera di convincimento su parte dell'equipaggio, lasciò a terra 31 marinai che avevano deciso di non aderire all'iniziativa, non informò il comandante della divisione sottomarini dei suoi piani, e la sera del giorno 24 prese il mare per raggiungere Malta. Mentre era in navigazione lanciò una comunicazione radio al suo dipartimento navale diventata famosa: Tradimento su tutta la linea, Io faccio rotta su un porto inglese.  Arrivato sull'isola il giorno 26, lui, l'equipaggio e il battello entrarono in servizio nelle Forces navales françaises libres. Il Narval fu la prima nave francese a rispondere all'appello di de Gaulle, e l'unico sottomarino francese nel Mediterraneo a farlo.
La sua prima missione operativa avvenne dal 25 settembre all'8 ottobre 1940, seguita da una seconda dal 25 ottobre al 3 novembre 1940 tra Lampedusa e le isole Kerkenna.
Durante una terza missione davanti alle acque di Derna, Africa Settentrionale Italiana, iniziata il 2 dicembre, il Narval scomparve con tutto l'equipaggio il 15 dicembre 1940. Il suo ritorno era previsto per il giorno 16, e dopo cinque giorni di silenzio radio, il 21 dicembre l'unità venne ufficialmente dichiarata dispersa. Un idrovolante avvistò il suo relitto nell'agosto del 1941 a soli 38 metri di profondità, spezzato in due, non lontano dal relitto del Morse, affondato nelle stesse condizioni il 15 giugno 1940 a 24 metri di profondità, e quello della torpediniera italiana 
Giuseppe La Farina, affondata da una mina il 4 maggio 1941.
I subacquei italiani hanno scoperto il relitto del Narval, con la prua spaccata, apparentemente per l'urto contro una mina appartenente ad un campo minato difensivo francese, al largo delle isole Kerkenna nel Golfo di Gabès, nell'ottobre 1957. Una nave recupero della società italiana MICOPERI localizzò il relitto del sottomarino, la cui prua era stata aperta dallo scoppio dalla mina. Vicino alla falla fu recuperata un'ancora, e a poppa, le eliche e anche il cannone. I sommozzatori non riuscirono a penetrare nel relitto. Il 14 dicembre 1960, durante una cerimonia  nel cortile degli Invalides, alla presenza delle famiglie degli scomparsi e di molte personalità, nel ventesimo anniversario della sua scomparsa, che celebrava il sottomarino Narval, il ministro della Difesa Pierre Messmer, appese al gagliardetto del sottomarino erede del nome, la Croce della Legion d'onore conferita al Q118 Narval.
Citazione all'Ordine dell'Armata navale del sottomarino Narval: "Primo bastimento da guerra della Francia Libera disperso in combattimento e simbolo dello spirito di sacrificio e di resistenza delle nostre Forze Navali. Comandato dal capitano di corvetta Drogou,si trovava di pattuglia quando ricevette la notizia dell'armistizio franco-tedesco, rifiutò di accettare la sconfitta e raggiunse Malta per continuare la lotta a fianco degli Alleati, agli ordini del generale De Gaulle. Svolse diverse pericolose missioni nelle acque italiane. Soccombette sotto i colpi del nemico, con tutto il suo stato maggiore e tutto il suo  equipaggio, durante un'operazione di guerra in dicembre 1940".
A Brest è stata eretta una stele in omaggio all'equipaggio del Narval sulla spianata del castello.

### Annotazioni
1. ↑  Al momento dell'armistizio il Narval fu una delle rare navi da guerra francesi, le altre furono il sottomarino Rubis e il pattugliatore Président Houduce a raggiungere immediatamente le forze del generale Charles de Gaulle.

### Fonti
1. ↑  (EN) Narval of the French Navy, su uboat.net. URL consultato il 6 marzo 2021.
2. 1 2 3  Couhat 1971, p. 75.
3. 1 2 3 4 5  Netmarine.
4. 1 2  Sous Marin France.
5. 1 2 3 4 5  Auphan, Mordal 1959, p. 159.
6. 1 2  Wingate 2003, p. 30.
7. ↑  Wingate 2003, p. 29.
8. ↑  Le Masson 1969, p. 146.
9. 1 2 3 4 5 6 7 8  Musee de la Resistance.
10. ↑   Mémorial GenWeb - Monument Narval Brest, su memorialgenweb.org. URL consultato il 22 ottobre 2022.